# Eduardo Rabasa
Eduardo Rabasa (1978) es un escritor, traductor y editor mexicano.

## Carrera
Rabasa estudió ciencias políticas en la Universidad Autónoma de México UNAM. Es el director fundador de Sexto Piso, una editorial con base en la Ciudad de México. Ha traducido obras de notables escritores como George Orwell y Somerset Maugham.
Su primera novela, La suma de los ceros, logró aclamación crítica y fue traducida al inglés por Christina MacSweeney. Ha sido incluido en varias listas de escritores jóvenes destacados, como México20 y Bogotá39. Actualmente vive en la Ciudad de México.